# G̦
Cette page contient des caractères spéciaux ou non latins. S’ils s’affichent mal (▯, ?, etc.), consultez la page d’aide Unicode.
G̦ (minuscule : g̦), appelé G virgule souscrite, était un graphème qui a été utilisée dans une grammaire du latgalien de 1928.
Il s'agit de la lettre G diacritée d'une virgule souscrite.
Il est utilisé en letton mais dans la pratique les caractères codés pour G cédille sont utilisés pour le représenter pour des raisons techniques historiques. Ce dernier a sa cédille remplacée par une virgule souscrite sous la majuscule et une virgule culbuté suscrite sur la minuscule dans plusieurs fontes adaptées au letton.

## Représentations informatiques
Le G virgule souscrite peut être représenté avec les caractères Unicode (latin de base, diacritiques) suivants :
| formes    | représentations | chaînes de caractères | points de code | descriptions                                            |
| --------- | --------------- | --------------------- | -------------- | ------------------------------------------------------- |
| capitale  | G̦               | G◌̦                    | U+0047 U+0326  | lettre majuscule latine g diacritique virgule souscrite |
| minuscule | g̦               | g◌̦                    | U+0067 U+0326  | lettre minuscule latine g diacritique virgule souscrite |

Pour le letton, dans la pratique, G virgule souscrite peut être représenté avec les caractères Unicode représentant aussi le G cédille ‹ Ģ ģ › avec les fontes adaptées.